# Виктор (Быков)
Архиепископ Виктор (в миру Владислав Олегович Быков; род. 20 апреля 1983, Тамбов) — архиерей Украинской православной церкви, архиепископ Арцизский (с 2014), викарий Одесской епархии, наместник Ильинского мужского монастыря.

## Биография
Родился 20 апреля 1983 года в Тамбове в семье рабочих.
С 1998 по 2000 год состоял просфорником и певчим архиерейского хора при Преображенском кафедральном соборе в Тамбове.
К 2000 году окончил курс средней школы и курс в Новом экономическом техникуме по специальности «повар», получив специализацию по IV разряду.
С 2000 по 2001 год работал поваром при Хустском епархиальном управлении.
5 сентября 2002 года был зачислен в братию Пантелеимоновского монастыря города Одессы.
В 2003 году митрополитом Одесским и Измаильским Агафангелом (Саввиным) пострижен в монашество с именем Виктор.
8 января 2003 года в Троицком (греческом) храме Одессы рукоположён в сан иеродиакона, 30 ноября в Успенском кафедральном соборе Одессы митрополитом Агафангелом — в сан иеромонаха.
В 2004 году окончил Одесскую духовную семинарию. В 2004 году назначен казначеем и благочинным Пантелеимоновского мужского монастыря Одессы.
1 мая 2005 года удостоен сана игумена митрополитом Киевским и всея Украины Владимиром.
В 2006 году окончил исторический факультет Киевского национального университета имени Шевченко по специальности «история».
С 2005 по 2008 год — главный редактор газеты «Пантелеимоновский листок».
В 2006 году возведён в сан архимандрита.
24 января 2007 года решением Священного синода УПЦ назначен наместником Покровского Балтского Феодосиевского монастыря. 26 июля назначен исполняющим обязанности настоятеля Успенского собора Балты и благочинным храмов Балтского церковного округа.
8 мая 2008 года решением Священного синода УПЦ назначен наместником Ильинского монастыря (бывшего подворья Ильинского афонского скита) в Одессе.
16 июля того же года включен в состав комиссии по канонизации святых при Священном синоде УПЦ.
Решением ученого совета ОДС избран почётным членом Одесской духовной семинарии.
22 марта 2011 года включён в состав рабочей группы при патриархе Московском и всея Руси по вопросам принесения святынь. 20 апреля назначен главой комиссии по принесению святынь при комиссии Синода Украинской православной церкви по канонизации святых с дальнейшим включением в состав комиссии по принесению святынь Русской православной церкви по должности.
16 сентября 2014 года решением Священного синода УПЦ избран епископом Арцизским, викарием Одесской епархии.
29 сентября 2014 года, в день памяти преподобного Кукши Одесского, в соборе в честь иконы Божией Матери «Живоносный Источник» Успенского Одесского монастыря рукоположён в сан епископа. Хиротонию совершили: митрополит Киевский и всей Украины Онуфрий, митрополит Одесский и Измаильский Агафангел (Саввин), митрополит Донецкий и Мариупольский Иларион (Шукало), митрополит Верейский и Наусско-Камбанийский Пантелеимон (Элладская православная церковь), митрополит Тульчинский и Брацлавский Ионафан (Елецких), митрополит Ровенский и Острожский Варфоломей (Ващук), митрополит Хмельницкий и Староконстантиновский Антоний (Фиалко), митрополит Харьковский и Богодуховский Онуфрий (Лёгкий), митрополит Переяслав-Хмельницкий и Вишневский Александр (Драбинко), архиепископ Херсонский и Таврический Иоанн (Сиопко), архиепископ Черновицкий и Буковинский Мелетий (Егоренко), архиепископ Балтский и Ананьевский Алексий (Гроха), архиепископ Горловский и Славянский Митрофан (Никитин), архиепископ Неженский и Прилукский Ириней (Семко), архиепископ Ивано-Франковский и Коломыйский Пантелеимон (Луговой), архиепископ Сумской и Ахтырский Евлогий (Гутченко), архиепископ Городницкий Александр (Нестерчук), схиепископ Краснолиманский Алипий (Погребняк), епископ Унгенский и Ниспоренский Петр (Мустяцэ), епископ Ровеньковский и Свердловский Пантелеимон (Поворознюк), епископ Джанкойский и Раздольненский Алипий (Козолий), епископ Львовский и Галицкий Филарет (Кучеров), епископ Обуховский Иона (Черепанов), епископ Банченский Лонгин (Жар), епископ Конотопский и Глуховский Роман (Кимович), епископ Овидиопольский Аркадий (Таранов), епископ Южненский Диодор (Васильчук), епископ Хотинский Евсевий (Дудка).
Указом митрополита Одесского Агафангела от 2 июля 2019 года назначен наместником Успенского патриаршего Одесского мужского монастыря с оставлением в должности наместника Илиинского монастыря.
29 сентября 2019 года митрополитом Киевским и всея Украины Онуфрием возведён в достоинство архиепископа.
23 июля 2023 года на странице Фейсбук Ильинского монастыря опубликовал обращение патриарху Московскому Кириллу и всем членам Священного синода Русской Православной Церкви, в котором, в частности, говорилось: «<…> Сегодня, когда я приехал по окончанию комендантского часа в Спасо-Преображенский Одесский кафедральный собор, увидел, что „благословенная“ Вами ракета рф [так в источнике] прилетела прямо в алтарь храма в святая святых, я понял, что общего с Вашими пониманиями [так в источнике] у Украинской Православной Церкви ничего уже давно нет. Из за личных амбиций Вы потеряли Украинскую Православную Церковь и другие Церкви в странах „святой Руси“! Не поворачивается язык назвать Вас „Великим Господином и Отцом“, потому что Вы отец, который отдали детей своих на погибель и убийства! <…> В сегодняшний день мы (говорю от лица многих архиереев УПЦ) осуждаем эту безумную агресию рф [так в источнике] против нашей Независимой страны. Осуждаем варварские захваты наших епархий на Востоке и Юге Украины. Осуждаем репрессии и притеснения, которые творят Ваши органы на временно оккупированых территориях Украины! Требуем отстать от нашей Церкви, от наших архиереев и нашего Предстоятеля! <…>» 1 августа того же года Московская патриархия опубликовала «Ответ Святейшего Патриарха Кирилла на открытое обращение архиепископа Арцизского Виктора, адресованное Его Святейшеству и членам Священного Синода Русской Православной Церкви», где, в частности, говорилось: «<…> Избирательный подход к фактам в таких ситуациях совершенно неуместен. Разрушение храмов, гибель и страдания мирного населения начались девять лет назад на Донбассе. С тех пор вся полнота Русской Церкви молится и о каждом погибшем, и о потерявших в ходе конфликта родных и близких, и об оставшихся без крова. <…> Хорошо понимаю трудности архипастырей и клира канонической Украинской Церкви, живущей сейчас в таких условиях, когда обыкновенное поздравление или соболезнование становятся поводом для возбуждения уголовного дела. По сей причине многого не могу Вам сказать в этом письме. <…>»